# Louis Debaune
Louis Debaune, né le 29 octobre 1840 à Étréchy (Cher) et mort le 20 mars 1935 à Bourges (Cher), est un homme politique français.

## Biographie
Négociant en grains, il est maire des Aix-d'Angillon en 1884 et conseiller général du canton des Aix-d'Angillon de 1886 à 1922. Il est député du Cher de 1902 à 1919, inscrit au groupe radical.